# شعيب الذياب
شعيب الذياب هما شعيبا ماء في محافظة بلقرن من روافد وادي شيبانة يصب الأول في أعلى المدرجة من الجنوب، والآخر من أسفله في بلاد بلقرن.